# Valmarana (Altavilla Vicentina)
Valmarana è una frazione del comune di Altavilla Vicentina, in provincia di Vicenza.

## Origini del nome
Il toponimo è di origine latina e deriverebbe da Valles Mariana: valles ricorda come l'abitato originario non sorgesse sui colli, ma sulla pianura sottostante, mentre Mariana è un prediale derivato da un certo Marius.

## Storia
Come testimonia lo stesso toponimo, Valmarana sorse in epoca romana. In origine l'abitato non si arroccava sui colli, ancora coperti da boschi, ma si collocava sulla sottostante pianura dove fu edificata la chiesa di San Desiderio (oggi scomparsa).
Dopo il XI secolo, a causa delle frequenti inondazioni che devastavano la zona (memorabile fu quella del 1084), la popolazione si spostò sui rilievi andando a formare l'attuale paese, ma continuò a frequentare la pianura per svolgervi le attività agricole.

## Monumenti e luoghi d'interesse
- Chiesa di San Biagio vescovo, eretta nel 1228, fu riedificata nel 1475 come documentato da un'iscrizione all'interno dell'edificio.[2]